# Ахмед Салман
Ахмед Ібрагім Салман (івр. אחמד איברהים סלמן, араб. أحمد ابراهيم سلمان, нар. 22 березня 2004, Східний Єрусалим) — ізраїльський арабський футболіст, фланговий нападник «Хапоеля» (Єрусалим).

## Клубна кар'єра
Глух народився в районі Бейт-Сафафа в Східному Єрусалимі, Ізраїль, в мусульмансько-арабській родині. Почав грати в футбол в клубі «Хапоель Катамон», а 2020 року, після об'єднання його команди з «Хапоелем» (Єрусалим), продовжив навчання у академії цього клубу.
31 липня 2021 року Салман дебютував у основній команді «Хапоеля», вийшовши на заміну в матчі Кубка Тото проти «Бейтара» (Єрусалим), замінивши на 65 хвилині Руслана Барського.
30 серпня 2021 року дебютував у Прем'єр-лізі у грі проти «Хапоеля» (Ноф-ха-Галіль) (0:0) і швидко став основним гравцем клубу, зацікавивши зокрема «Динамо» (Київ) та «Вільярреал».

## Виступи за збірні
З юнацькою збірною Ізраїлю до 19 років брав участь у юнацькому чемпіонаті Європи 2022 року в Словаччині, де зіграв у всіх п'яти матчах на турнірі і забив гол у матчі групового етапу з Сербією (2:2), а його збірна стала віце-чемпіоном Європи і вперше у своїй історії кваліфікувалась на молодіжний чемпіонат світу 2023 року.

## Титули і досягнення
- Володар Кубка Тото (1):

«Маккабі» (Нетанья): 2022-23